# Colonisation des objets transneptuniens

Vue d'artiste de la ceinture de Kuiper et du nuage d'Oort.

La colonisation des objets transneptuniens est une idée de Freeman Dyson, qui a proposé que les objets transneptuniens, plus que les planètes, sont les sources majeures d'une vie potentielle dans l'espace. Plusieurs milliers d'astéroïdes se déplacent au-delà de l'orbite de Neptune dans la Ceinture de Kuiper et des trillions (1018) de comètes glacées constituent le Nuage de Oort. Ils devraient contenir les ingrédients nécessaires à la vie et à la survie (eau glacée, ammoniac, et composants carbonés), ainsi que du deutérium et de l'hélium 3[réf. nécessaire].
Les colons pourraient y construire des habitats spatiaux comme la sphère de Bernal où ils vivraient grâce à des réacteurs à fusion pour des milliers, ou des millions d'années avant de se déplacer. Dyson et Carl Sagan ont envisagé que l'humanité pourrait migrer vers les systèmes stellaires voisins, en utilisant les objets normaux comme des vaisseaux interstellaires lents, avec des ressources naturelles substantielles. De telles colonies interstellaires pourraient également servir de stations pour des vaisseaux interstellaires plus rapides et plus petits.

## Compléments